# Spółgłoska boczna dziąsłowa dźwięczna
Spółgłoska boczna półotwarta dziąsłowa – rodzaj dźwięku spółgłoskowego. W systemie IPA i X-SAMPA oznaczana jest symbolem [l].

## Artykulacja
- powietrze jest wydychane z płuc – jest to spółgłoska płucna egresywna
- podniebienie miękkie i języczek blokują wejście do nosa – jest to spółgłoska ustna
- czubek języka dotyka dziąseł – jest to spółgłoska przedniojęzykowo-dziąsłowa
- czubek języka przylega ściśle do dziąseł, ale wydychane powietrze przepływa po bokach języka – jest to spółgłoska boczna.
- powietrze przepływa przez jamę ustną bez turbulencji – jest to spółgłoska półotwarta
- więzadła głosowe drżą – jest to zasadniczo spółgłoska dźwięczna, choć wariant bezdźwięczny pojawia się w otoczeniu spółgłosek bezdźwięcznych, np. w wyrazie myśl.

### Warianty
Opisanej powyżej artykulacji może towarzyszyć dodatkowo:
- wzniesienie środkowej części grzbietu języka w stronę podniebienia twardego, mówimy wtedy o spółgłosce zmiękczonej (spalatalizowanej): [lʲ].
- wzniesienie tylnej części grzbietu języka w kierunku podniebienia tylnego, mówimy o spółgłosce welaryzowanej: [lˠ].
- przewężenie w gardle, mówimy o spółgłosce faryngalizowanej spółgłosce: [lˤ].
- zaokrąglenie warg, mówimy wtedy o labializowanej spółgłosce [lʷ].

## Przykłady
- w języku angielskim (Received Pronunciation): let [lεt] „pozwolić”

przed spółgłoskami i na końcu wyrazu występuje w standardowej angielszczyźnie spółgłoska półotwarta boczna dziąsłowa welaryzowana
- w języku czeczeńskim: yalx [jalx] „sześć”
- w języku francuskim: elle [εl] „ona”
- w języku mandaryńskim: 老 / lǎo [lao214] „stary”
- w języku polskim: lot [lɔt]
- w języku szwedzkim: allt [alt] „wszystko”